# Bellanca 77-140
El Bellanca 77-140 Bomber fue un bimotor de bombardero y transporte construido en pequeñas cantidades en los Estados Unidos por la firma Bellanca Aircraft Corp.

## Diseño y desarrollo
Básicamente, era una versión bimotor de bombardeo del transporte civil Aircruiser, las fuerzas aéreas estadounidenses no estaban interesadas en el modelo, pero la Fuerza Aérea Colombiana compró cuatro aparatos de una versión de flotadores Edo designada 77-320 Junior. Esta versión difería también de la terrestre por tener la torreta de morro totalmente cerrada en lugar de la abierta del 77-140.

## Variantes
77-140
Bombardero bimotor de ala alta
77-320 Junior
Versión hidroavión de bombardero-torpedero triplaza del 77-140.

## Operadores
Colombia
- Fuerza Aérea Colombiana

## Especificaciones (77-140)

### Características generales
- Tripulación: Dos (piloto y artillero).
- Longitud: 12,20 m
- Envergadura: 23,48 m
- Altura: 4,26 m
- Superficie alar: 72,0 m²
- Peso cargado: 5560 kg
- Peso útil: 3681,81 kg
- Planta motriz: 2× motor radial de 9 cilindros refrigerado por aire Wright R-1820 F3.
  - Potencia: 533 kW (715 HP; 725 CV) cada uno.

### Rendimiento
- Velocidad nunca excedida (Vne): 290 km/h
- Velocidad crucero (Vc): 276,81 km/h
- Velocidad de entrada en pérdida (Vs): 93,34 km/h
- Alcance: 1120 km
- Techo de vuelo: 6100 m (20000 pies)

### Armamento
- Ametralladoras: 

  - 2 de 7,62 mm.
- Bombas: 1000 kg

### Secuencias de designación
- Secuencia Numérica (de Bellanca): ← 31-55 - 66-70 - 66-75 - 77-140 - 77-320 →